# Волков, Владимир Егорович
Влади́мир Его́рович Во́лков (род. 9 февраля 1935, Большой Кувай, Куйбышевский край) — советский и российский хирург. Заслуженный деятель науки Российской Федерации. Доктор медицинских наук (1970), профессор (1976).
Депутат Совета Союза Верховного Совета СССР 10-11 созывов (1979—1989) от Чувашской АССР.

## Биография
В 1958 году окончил лечебный факультет Казанского медицинского института. Работал хирургом 5-й городской больницы Казани (1958—1960), аспирант кафедры хирургии и неотложной хирургии Казанского государственного института усовершенствования врачей (1961—1963), ассистент этой же кафедры (1963—1971). С 1971 года — зав. курсами госпитальной хирургии, с 1972 — зав. кафедрой госпитальной хирургии, одновременно в 1985—1995 — декан, в 1995—2001 — директор медицинского института Чувашского государственного университета. В 1970 году защитил докторскую диссертацию на тему «Влияние гормонов коры надпочечников на лимфоциркуляцию (клинико-экспериментальное исследование)». Автор более 500 научных работ, в том числе 11 монографий.

## Участие в профессиональных сообществах
- Академик Национальной академии наук и искусств Чувашии,
- действительный член Научного совета по хирургии при Президиуме АМН РФ.

## Награды
- Заслуженный деятель науки Чувашской АССР (1977).
- Заслуженный деятель науки Российской Федерации (15 июня 1994) — за заслуги в научной деятельности[3]
- Медаль ордена «За заслуги перед Чувашской Республикой».
- Почётный гражданин города Чебоксары.

## Избранные труды
- Хирургический стресс и его осложнения. — Чебоксары, 1976.
- Острая тампонада сердца. — М., 1987. — (в соавт.).
- Острый панкреатит. — Чебоксары, 1993.
- Болезни оперированного желудка.
- Неотложная хирургическая гастроэнтерология.
- Острый аппендицит.
- Диагностика и лечение перитонита.
- Диагностика и лечение послеоперационного эзофагита.
- Острая надпочечниковая недостаточность у хирургических больных.
- Хирургический стресс и его осложнения.